# 梅赛德斯-奔驰SLR迈凯伦
梅赛德斯-奔驰SLR迈凯伦（Mercedes-Benz SLR McLaren）是德國梅赛德斯-奔驰汽車生產公司與超级跑车制造商英國迈凯伦汽车合作開發，2003年-2010年间生产的一款豪华旅行车。当这款车开发时，梅赛德斯-奔驰拥有迈凯伦集团40%的股份，这款车是两家公司共同生产的。“SLR”名称是”Sport Leicht Rennsport”（运动轻量赛车）的缩写，向梅赛德斯-奔驰300 SLR致敬，后者是这款车的灵感来源。这款车提供了轿跑、敞篷车和极速跑车三种车身款式，其中极速跑车为限量版车型。

## 概要
这辆车的名字致敬了奔驰于1955年设计的赛车“SLR 300”，有着奔驰和麥拉倫車隊共同设计的車鼻和蝴蝶車門。在英國麥拉倫車隊的沃金工廠生产，前中置引擎，后轮驱动。

## 历史

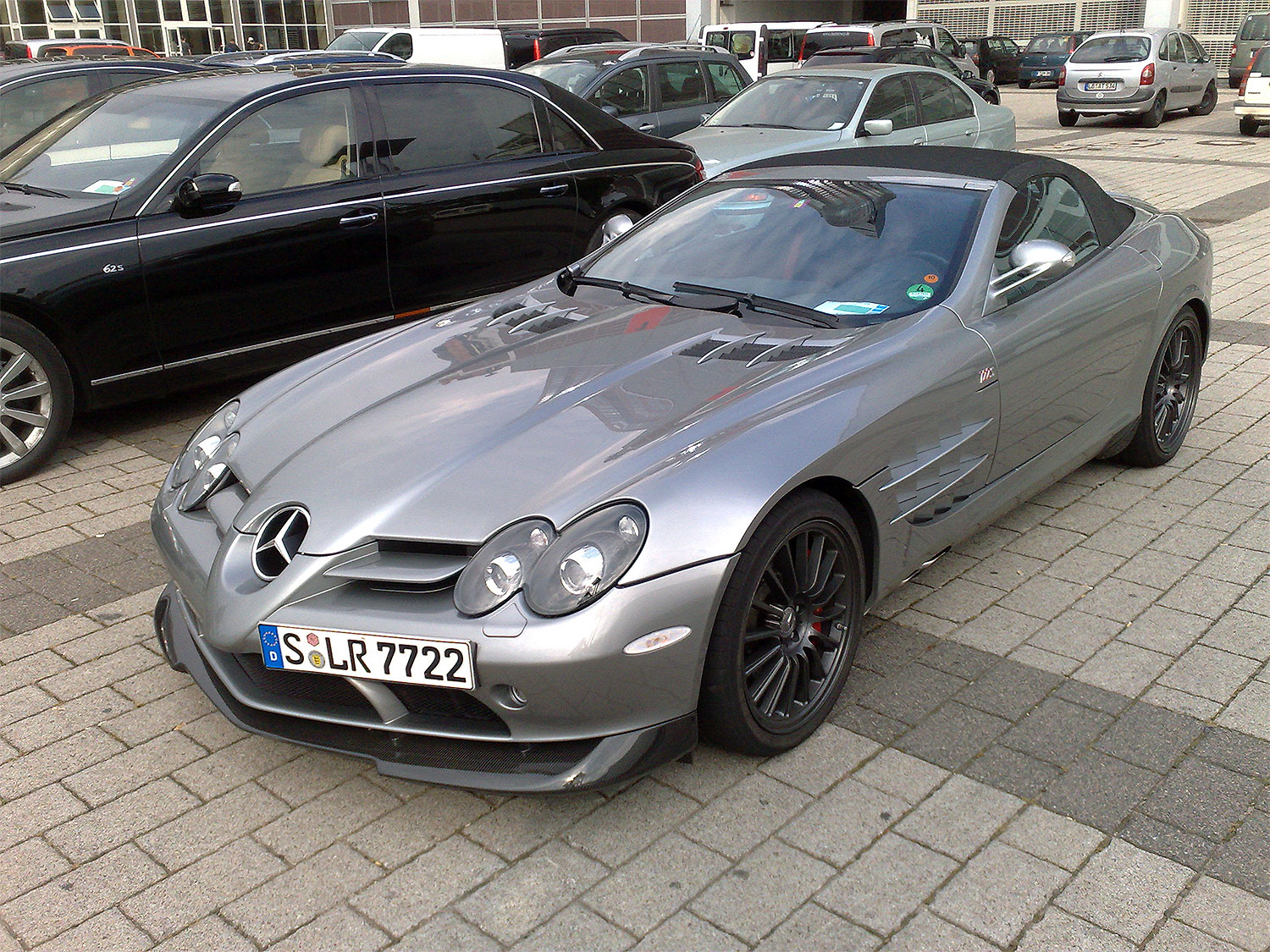
梅賽德斯-平治SLR麥拿侖722限量版（敞篷车型）

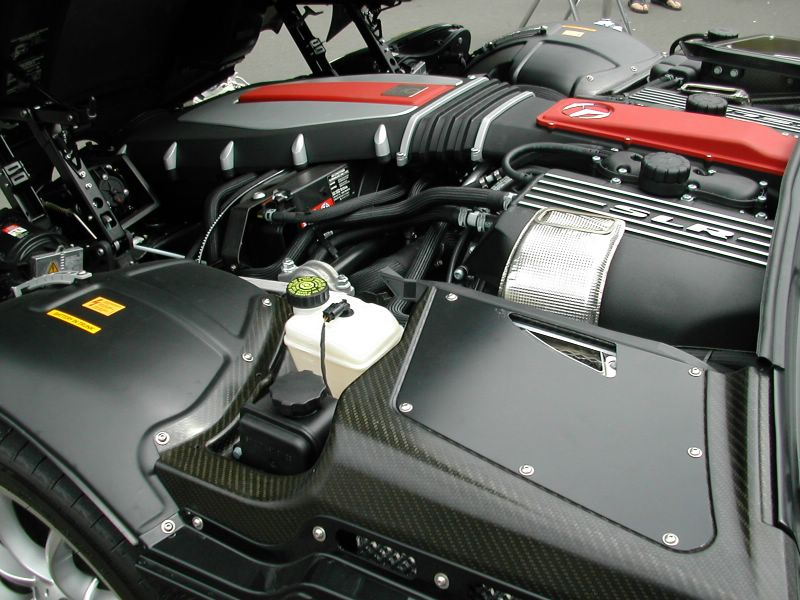
梅賽德斯-平治SLR麥拿侖的5.4升V8引擎（代号M155，含机械增压）

### C199（2003年-2010年）
于2003年的法蘭克福車展登場，2004年10月開始在日本開始售賣。售價达5775萬日圓。
它搭载了含机械增压的5.5升V8引擎（代号M155），马力达626匹，百公里加速只需3.8秒。这辆车當時与法拉利Enzo、保时捷Carrera GT並列三大超跑。搭载5速自动变速箱，此車採用了空氣冷卻的制動剎車和可動式尾翼提升制動力，增強了下壓力和提高了剎車性能。
2006年，该车推出了722特别版，马力达到650匹。百公里加速达到3.6秒。
2007年5月推出敞篷车型，同年8月開始接受訂單，9月開始生產。

### SLR Stirling Moss（2009年-2010年）

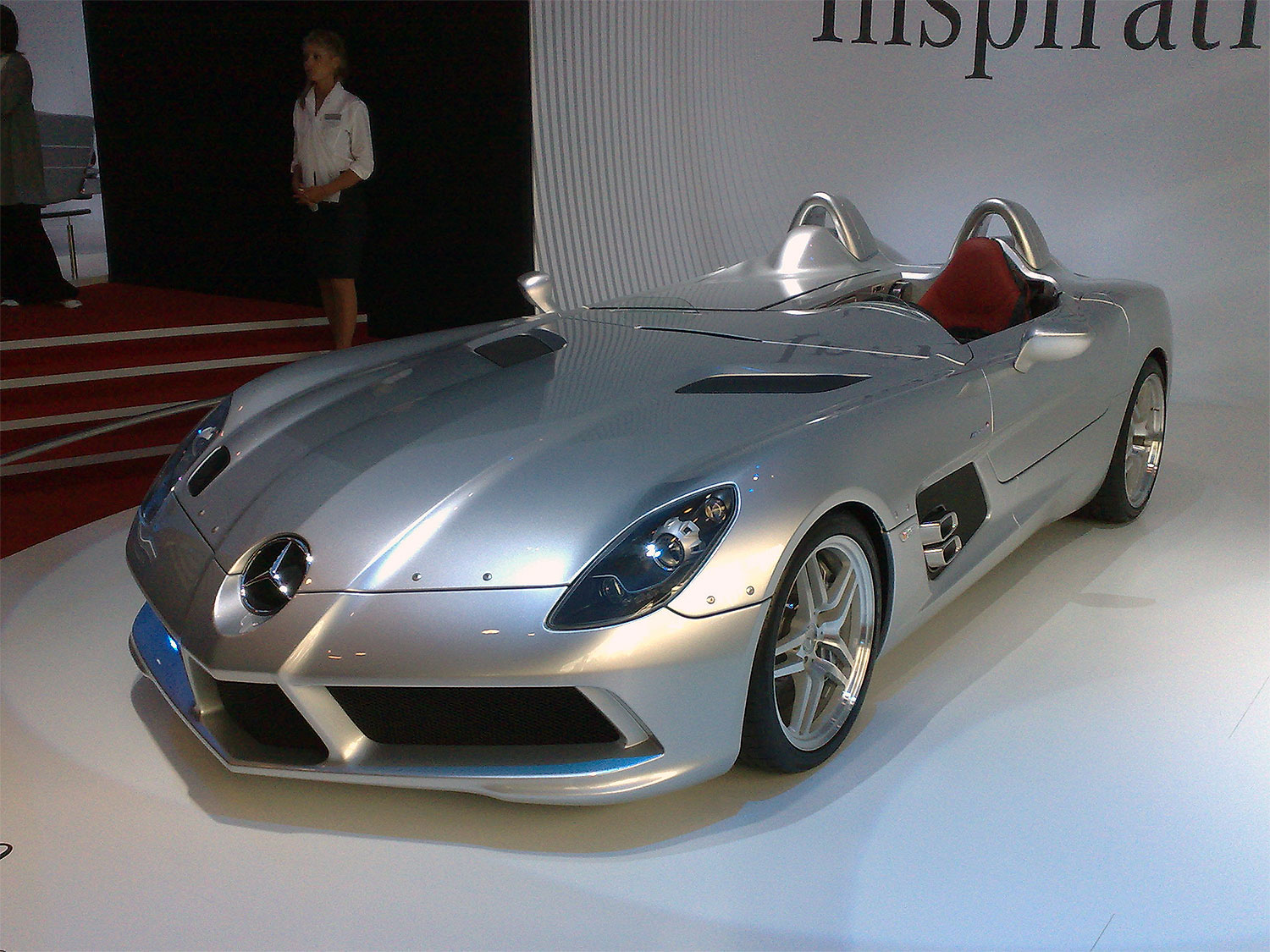
法蘭克福車展中展出的SLR Stirling Moss

於2009北美国际车展中登場 。车名为了纪念1955年驾驶300 SLR賽車的斯特林·莫斯（Stirling Moss）爵士而生产，共限量75辆。本車由韓國籍設計師尹日賢（Yoon Il-hun，音譯）設計，不设車頂和擋風玻璃。设计沿袭了300 SLR。它也是SLR系列最後一台由梅賽德斯-平治和麥拿侖合作生產的車辆，搭載一台5.5升机械增压V8引擎，最高输出650匹馬力。最高时速350公里，百公里加速需3.5秒。車重1551千克。
随着SLR敞篷车型于2009年5月停售，Stirling Moss在6月緊接開賣，12月份75台车型全部生产。售價75万歐元，若想購買需要先拥有SLR车型。

## 外部連結
- Mercedes-Benz SLR McLaren ROADSTER

Template:麥拉倫汽車